# Thiago Seyboth Wild
Thiago Seyboth Wild (sinh ngày 10 tháng 3 năm 2000) là một vận động viên quần vợt người Brasil. Anh đạt được thứ hạng đánh đơn ATP cao nhất là vị trí số 474 vào ngày 28 tháng 5 năm 2018 và thứ hạng đánh đơn ITF cao nhất là vị trí số 8 vào ngày 22 tháng 1 năm 2018. Anh cũng có được thứ hạng đánh đôi ATP cao nhất là vị trí số 919 đạt được vào ngày 21 tháng 5 năm 2018.
Seyboth Wild khởi đầu vòng đấu chính của cấp độ ATP tại Brasil Open 2018 sau khi được đặc cách vào vòng đấu chính thức của nội dung đơn.

## Chung kết ATP Challenger Tour và ITF Futures

### Đơn: 3 (2 danh hiệu, 2 á quân)
| Chú thích                 |
| ------------------------- |
| ATP Challenger Tour (0–0) |
| ITF Futures (2–2)         |

| Kết quả | T–B | Ngày              | Giải đấu                         | Thể loại | Mặt sân | Đối thủ                  | Tỉ số              |
| ------- | --- | ----------------- | -------------------------------- | -------- | ------- | ------------------------ | ------------------ |
| Thua    | 0–1 | tháng 10 năm 2017 | Turkey F39, Antalya              | Futures  | Đất nện | Jordi Samper-Montaña     | 6–0, 4–6, 4–6      |
| Thắng   | 1–1 | tháng 11 năm 2017 | Turkey F42, Antalya              | Futures  | Đất nện | Riccardo Bonadio         | 6–4, 6–4           |
| Thắng   | 2–1 | tháng 4 năm 2018  | Brazil F1, São José do Rio Preto | Futures  | Đất nện | Camilo Ugo Carabelli     | 7–6(7–5), 6–3      |
| Thua    | 2–2 | tháng 5 năm 2018  | Brazil F4, Curitiba              | Futures  | Đất nện | João Lucas Reis da Silva | 7–6(7–1), 3–6, 2–6 |

### Đôi: 2 (2 danh hiệu)
| Chú thích                 |
| ------------------------- |
| ATP Challenger Tour (0–0) |
| ITF Futures (2–0)         |

| Kết quả | T–B | Ngày              | Giải đấu            | Thể loại | Mặt sân | Đồng đội                | Đối thủ                             | Tỉ số                      |
| ------- | --- | ----------------- | ------------------- | -------- | ------- | ----------------------- | ----------------------------------- | -------------------------- |
| Thắng   | 1–0 | tháng 11 năm 2017 | Turkey F42, Antalya | Futures  | Đất nện | Diego Hidalgo           | Koray Kırcı Takashi Saito           | 6–2, 6–3                   |
| Thắng   | 2–0 | tháng 5 năm 2018  | Brazil F3, Brasília | Futures  | Đất nện | Tomás Martín Etcheverry | Oscar José Gutierrez Igor Marcondes | 6–7(1–7), 7–6(7–3), [11–9] |

## Chung kết Grand Slam trẻ
| Kết quả | Năm  | Giải đấu   | Mặt sân | Đối thủ         | Tỉ số         |
| ------- | ---- | ---------- | ------- | --------------- | ------------- |
| Thắng   | 2018 | Mỹ Mở rộng | Cứng    | Lorenzo Musetti | 6–1, 2–6, 6–2 |